# Doctor Butcher (album)
Doctor Butcher è il primo album dell'omonimo gruppo musicale heavy metal statunitense, pubblicato nel 1994 dall'etichetta discografica GUN Records.

| Recensione | Giudizio |
| ---------- | -------- |
| AllMusic   | [ 1 ]    |

## Il disco
Si tratta dell'unico CD di inediti realizzato dal progetto parallelo di Jon Oliva e Chris Caffery, all'epoca rispettivamente il frontman e il chitarrista in sede live dei Savatage, e dedicato a Criss Oliva, scomparso ad ottobre del 1993. Il disco, nato dal bisogno del cantante di trascendere gli stilemi tipici della band principale, contiene molto materiale sperimentale, con riff pesanti ed atmosfere cupe. Le composizioni, a volte vicine al thrash metal, sono maggiormente aggressive e meno melodiche rispetto ai Savatage di quel periodo ricordando di più i loro album degli anni ottanta, soprattutto Hall of the Mountain King.
L'album uscì solo in Europa, pubblicato dall'etichetta tedesca GUN Records, ed il 9 maggio del 2005 è stato rimasterizzato in doppio CD dalla Black Lotus Records. Quest'ultima versione è in digipack e contiene, sul secondo disco, cinque tracce che includono una nuova canzone, Inspector Highway scritta nel 1993 ma registrata per l'occasione, e quattro brani tratti da una sessione demo del 1992.

## Tracce
Testi e musiche di Jon Oliva e Chris Caffery.
1. The Altar – 5:39
2. Don't Talk to Me – 3:02
3. Seasons of the Witch – 6:19
4. Reach Out and Torment Someone – 2:28
5. Juice – 1:43
6. The Chair – 6:13
7. Innocent Victim – 5:20
8. The Picture's Wild – 4:45
9. Lost in the Dark – 4:52
10. I Hate, You Hate… We All Hate!! – 4:34
11. All for One, None for All – 4:41

### Tracce bonus CD 2005
1. Inspecter Highway – 8:13
2. Freaks – 4:49
3. Born of the Board – 7:32
4. Help! Police? – 6:33
5. Bridges – 5:30

Traccia 1 registrata a febbraio 2005, tracce 2-5 registrate a ottobre 1992.

## Formazione

### Gruppo
- Jon Oliva - voce, tastiere, basso
- Chris Caffery - chitarra, basso
- Jon Osborn - batteria

### Altri musicisti
- "Metal" Mike Chlasciak - assolo di chitarra (Inspecter Highway)
- David Z - basso (Inspecter Highway)
- Jeff Plate - batteria (Inspecter Highway)
- Paul Morris - piano (Inspecter Highway)
- Dave Eggar - archi (Inspecter Highway)
- Hal Patino - basso (tracce 2-5 del bonus CD)
- Gene Barnett - batteria (tracce 2-5 del bonus CD)
- Artie the Mad Violinist - violino elettrico (Born of the Board)